# Hudson, Kansas
Hudson là một thành phố thuộc quận Stafford, tiểu bang Kansas, Hoa Kỳ. Năm 2010, dân số của xã này là 129 người.